# Onze-Lieve-Vrouw ter Sneeuw (Mariatitel)

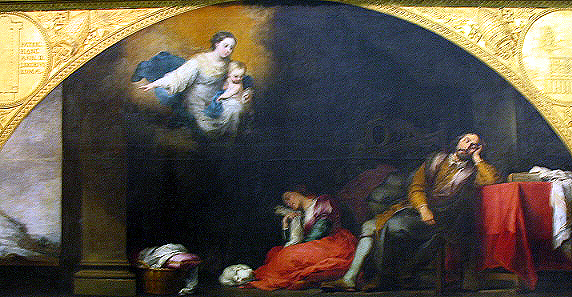
De maagd van de Sneeuw door Murillo

Onze-Lieve-Vrouwe-ter-Sneeuw is een van de Mariatitels, die in de Rooms-Katholieke Kerk worden gegeven aan de Heilige Maria.

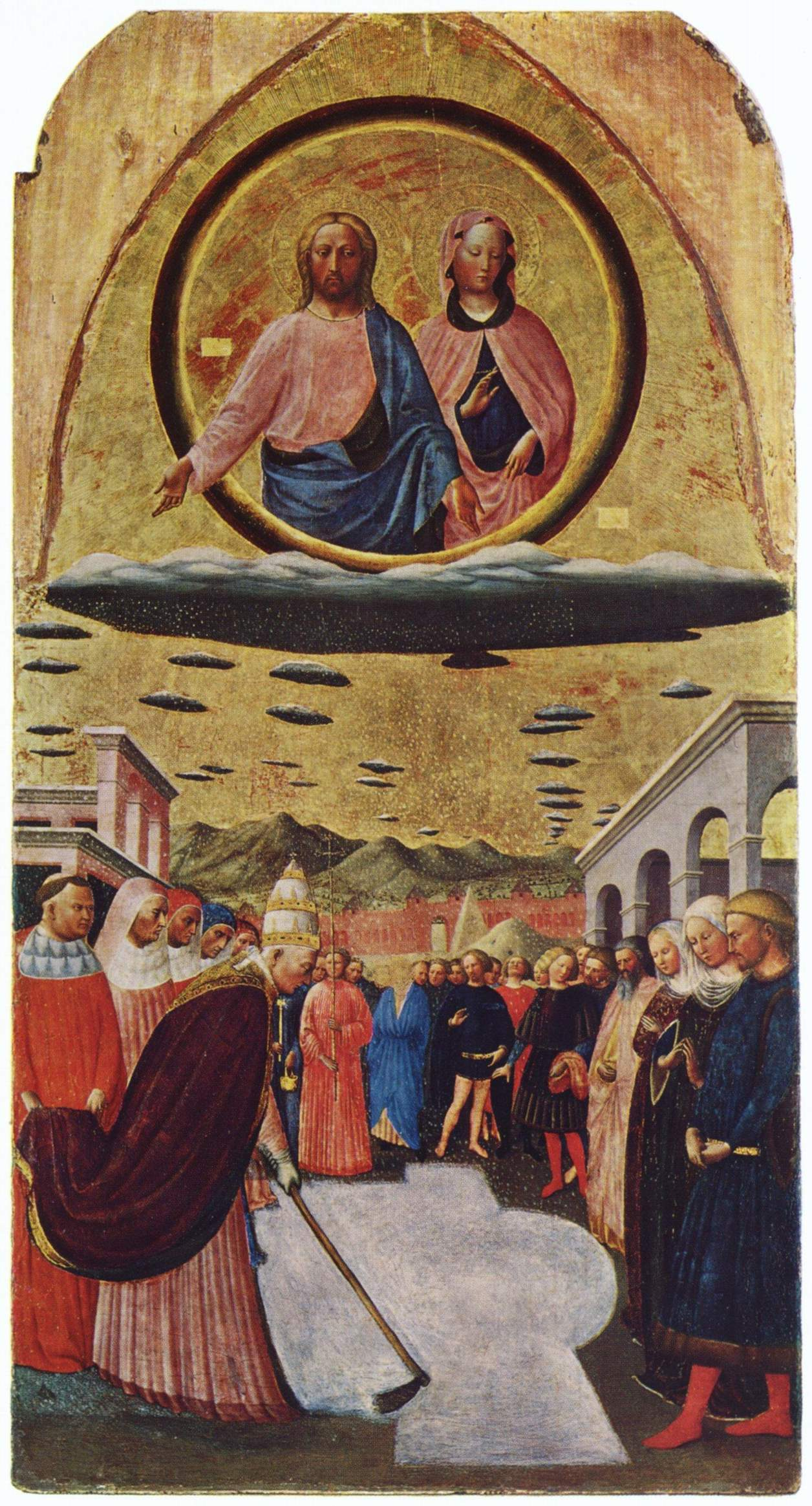
Het wonder van de sneeuw door Masolino da Panicale. Christus en de Heilige Maagd Maria kijken naar paus Liberius, die met een schoffel de omtrek van de basiliek markeert volgens de vorm van de legendarische sneeuwval.

## Verering
Tijdens het pontificaat van Paus Liberius zou zich een Mariaverschijning hebben voorgedaan, waarbij er op 5 augustus 358 sneeuw zou zijn gevallen op de Romeinse heuvel Esquilijn. Daarop besloot de paus op de heuvel een kerk te laten bouwen, en dit werd de Basiliek van Santa Maria Maggiore, bijgenaamd “ad Nives” (“ter sneeuw”). Voor de legende bestaan geen concrete historische aanwijzingen. 
Onder het pontificaat van Paus Benedictus XIV (18e eeuw) werd besloten het predicaat “ter Sneeuw” uit het brevier te verwijderen, en de oorspronkelijke naam "Dedicatio Sanctae Mariae" te herstellen, wat uiteindelijk in 1969 zou zijn gebeurd. 
De feestdag van Sancta Maria ad Nives wordt en werd jaarlijks op vijf augustus vooral door zeelieden vereerd. De Heilige Maagd zou bij schipbreuken in deze vorm in de wolken zijn verschenen en op wonderbaarlijke wijze schepen hebben gered. Het eiland La Palma, een van de Canarische Eilanden, is een van de plaatsen waar deze verering populair is. In Italië is Onze-Lieve-Vrouw ter Sneeuw nog de patroonheilige van tal van kerken, gemeenten en culturele evenementen.

## Locaties

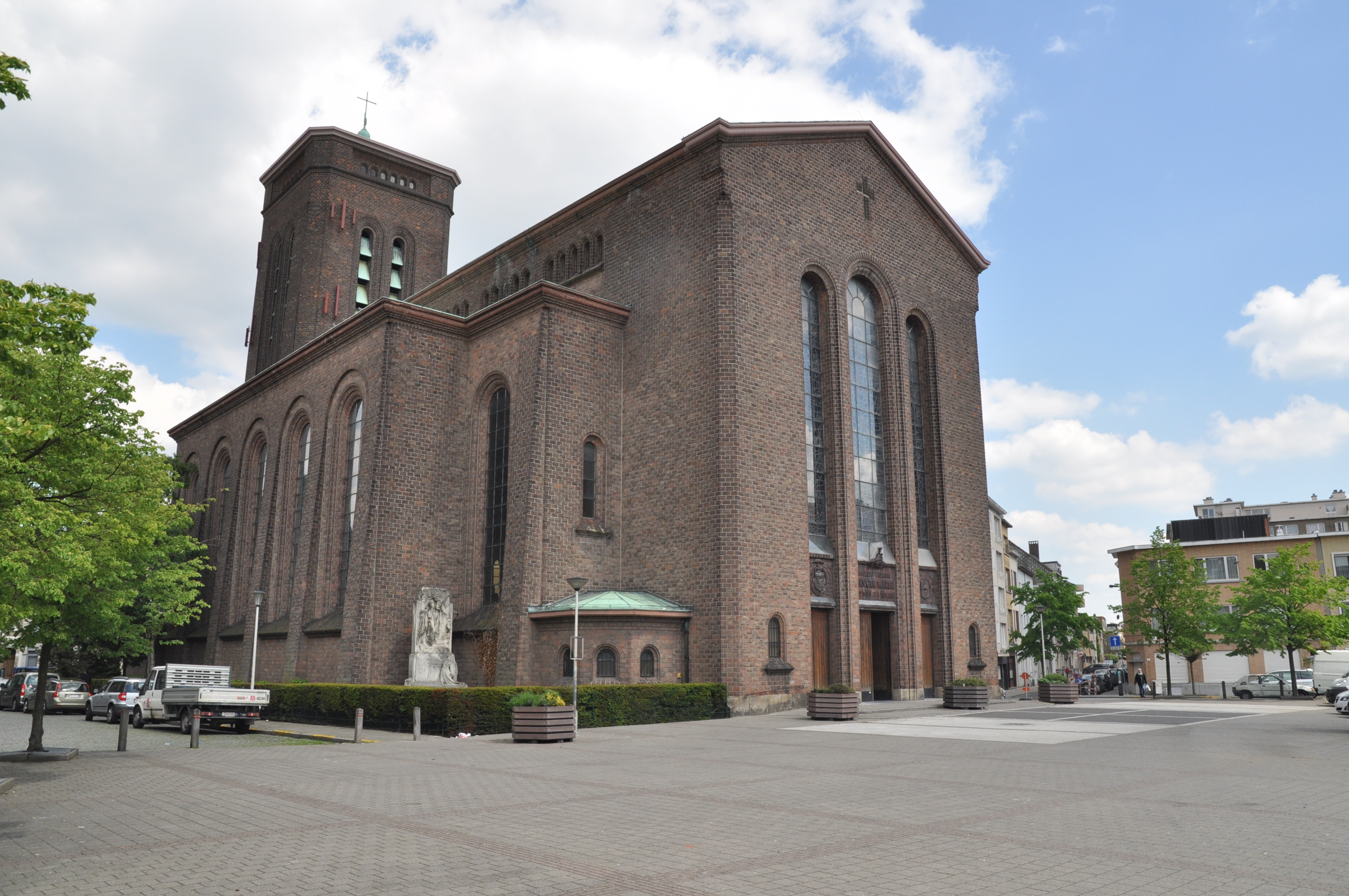
OLV-ter-Sneeuw op het Laar in Borgerhout

- In Brussel-stad wordt de noordoosthoek van het historisch centrum Onze-Lieve-Vrouw-ter-Sneeuw genoemd.
- Onze-Lieve-Vrouw-ter-Sneeuwkerk, Borgerhout (België).
- Onze-Lieve-Vrouw-ter-Sneeuwkerk, Destelbergen (België).
- Kapel van Onze-Lieve-Vrouw-ter-Sneeuw (Werbeek), Retie (België).
- Kapel Notre-Dame aux Neiges te Péronnes-lez-Antoing (België).
- Grote Kerk, In Veere (Nederland) was aan haar gewijd.
- Onze-Lieve-Vrouwe-ter-Sneeuwkapel, Veere (Nederland).
- Igreja Nossa Senhora das Neves, Prazeres, Madeira (Portugal).